# Реметя (Біхор)
Реметя (рум. Remetea) — село у повіті Біхор в Румунії. Адміністративний центр комуни Реметя.
Село розташоване на відстані 388 км на північний захід від Бухареста, 49 км на південний схід від Ораді, 95 км на захід від Клуж-Напоки, 138 км на північний схід від Тімішоари.

## Населення
За даними перепису населення 2002 року у селі проживали 884 особи.
Національний склад населення села:
| Національність | Кількість осіб | Відсоток |
| -------------- | -------------- | -------- |
| угорці         | 520            | 58,8%    |
| румуни         | 350            | 39,6%    |
| цигани         | 14             | 1,6%     |

Рідною мовою назвали:
| Мова      | Кількість осіб | Відсоток |
| --------- | -------------- | -------- |
| угорська  | 519            | 58,7%    |
| румунська | 351            | 39,7%    |
| циганська | 14             | 1,6%     |